# Odoje
Odoje (deutsch Odoyen, 1938 bis 1945 Nickelsberg) ist ein Dorf in der polnischen Woiwodschaft Ermland-Masuren, das zur Stadt- und Landgemeinde Orzysz (Arys) im Powiat Piski (Kreis Johannisburg) gehört.

## Geographische Lage
Odoje liegt in der östlichen Woiwodschaft Ermland-Masuren, 28 Kilometer nordöstlich der Kreisstadt Pisz (deutsch Johannisburg).

## Geschichte
Das masurische um 1900 Odoien, danach Odoyen genannte Dorf wurde 1495 durch den Deutschen Ritterorden als Zinsdorf mit 66 Hufen gegründet.
Von 1874 bis 1945 war das Dorf in den Amtsbezirk Mykossen (polnisch Mikosze) eingegliedert, der – 1938 in „Amtsbezirk Arenswalde“ umbenannt – zum Kreis Johannisburg im Regierungsbezirk Gumbinnen (ab 1905: Regierungsbezirk Allenstein) der preußischen Provinz Ostpreußen gehörte.
Nach Nickelsberg eingemeindet wurde 1928 der Nachbarort Rzesniken (polnisch Rzęśniki), 1938 bis 1945 offiziell „Försterei Nickelsberg“ genannt. 
203 Einwohner waren im Jahre 1910 in der Landgemeinde Nickelsberg registriert, 1933 waren es bereits 280. 
Aufgrund der Bestimmungen des Versailler Vertrags stimmte die Bevölkerung im Abstimmungsgebiet Allenstein, zu dem Odoyen gehörte, am 11. Juli 1920 über die weitere staatliche Zugehörigkeit zu Ostpreußen (und damit zu Deutschland) oder den Anschluss an Polen ab. In Odoyen stimmten 160 Einwohner für den Verbleib bei Ostpreußen, auf Polen entfielen keine Stimmen.
Am 3. Juni (offiziell bestätigt am 16. Juli) 1938 wurde Odoyen aus politisch-ideologischen Gründen der Abwehr fremdländisch erscheinender Ortsnamen in „Nickelsberg“ umbenannt. Die Einwohnerzahl im Jahre 1939 belief sich auf 291.
Im Jahr 1945 wurde in Kriegsfolge das gesamte südliche Ostpreußen an Polen überstellt, wovon auch Odoyen resp. Nickelsberg betroffen war. Das Dorf erhielt die polnische Namensform „Odoje“ und ist heute Sitz eines Schulzenamtes (polnisch Sołectwo), somit auch eine Ortschaft im Verbund der Stadt- und Landgemeinde Orzysz (Arys) im Powiat Piski (Kreis Johannisburg), bis 1998 der Woiwodschaft Suwałki, seither der Woiwodschaft Ermland-Masuren zugehörig.

## Religionen
Odoyen war bis 1945 in die evangelische Kirche Arys in der Kirchenprovinz Ostpreußen der Kirche der Altpreußischen Union sowie in die römisch-katholische Kirche Johannisburg (polnisch Pisz) im Bistum Ermland eingepfarrt. 
Heute gehört Odoje katholischerseits zur Pfarrei in Orzysz im Bistum Ełk der Römisch-katholischen Kirche in Polen. Die evangelischen Einwohner orientieren sich zur Kirche in der Kreisstadt Pisz in der Diözese Masuren der Evangelisch-Augsburgischen Kirche in Polen.

## Verkehr
Odoje liegt östlich der polnischen Landesstraße 63 (frühere deutsche Reichsstraße 131) und ist von dort auf der Nebenstraße 1702N in Richtung Czarne (deutsch Czarnen, 1938 bis 1945 Herzogsdorf) zu erreichen. Außerdem endet in Odoje eine von Talki (Talken) kommende Landwegverbindung.
Seit 1911 ist das Dorf Bahnstation an der Bahnstrecke Czerwonka–Ełk (deutsch Rothfließ–Lyck), die heute allerdings nicht mehr regulär befahren wird.